# Juicio de Yolanda Saldívar
El juicio de Yolanda Saldívar (nombre oficial: El estado de Texas contra Yolanda Saldívar) fue un juicio celebrado en la corte criminal del condado de Harris, en Houston, Estados Unidos. El proceso comenzó con el juramento por parte de los miembros del jurado el 9 de octubre de 1995; el 12 de octubre se llevaron a cabo las declaraciones de apertura y el día 23 de octubre se leyó el veredicto. La antigua enfermera Yolanda Saldívar fue juzgada por el asesinato en primer grado de la cantante Selena Quintanilla Pérez el 31 de marzo de 1995, tras lo cual permaneció más de nueve horas en su vehículo acorralada por la policía y por el FBI. El caso ha sido descrito como el «juicio del siglo» y el más importante para la población latina. Fue así mismo comparado con el juicio de O. J. Simpson dada su gran cobertura mediática, convirtiéndose en uno de los procesos judiciales más seguidos por la prensa y el público en la historia de Texas.
El 3 de abril Saldívar fue acusada del crimen y se declaró no culpable, alegando que el disparo que acabó con la vida de Selena fue accidental y que su intención era suicidarse. El juez Mike Westergren, quien presidió el juicio, encargó al abogado de alto perfil Douglas Tinker y a su equipo la defensa de Saldívar. De la acusación se ocupó Carlos Valdez, quien fue criticado por el público dada su inexperiencia en casos criminales. La acusación protestó contra el traslado del juicio de Corpus Christi, donde había tenido lugar el crimen, a Houston, mientras que la defensa se mostró a favor, considerando que la fama de Selena en Corpus podía viciar al jurado. El equipo de la acusación llamó a declarar a entre 45 y 50 testigos, incluyendo Abraham Quintanilla Jr., padre de la intérprete; Chris Pérez, su viudo; los empleados de las boutiques Selena Etc.; los trabajadores del motel donde se produjo el asesinato; un paramédico; varios expertos en armas de fuego; los propietarios de la tienda donde Saldívar adquirió el revólver; miembros del personal de emergencias; y Lloyd White, quien practicó la autopsia. Por su parte, la defensa llamó a unos pocos testigos: los padres de Yolanda; antiguos compañeros de trabajo; personal del motel; la profesora de séptimo grado de Selena; y el principal investigador del caso. Entre las pruebas utilizadas en el juicio se encontraban la pistola empleada para matar a la cantante, la ropa que Saldívar llevaba puesta el día que supuestamente fue violada, y las grabaciones de las conversaciones de los negociadores del FBI Larry Young e Issac Valencia con Yolanda.
El jurado declaró a Saldívar culpable de asesinato en primer grado tras dos horas de deliberación. Yolanda fue condenada a cadena perpetua sin posibilidad de libertad condicional hasta marzo de 2025. Los fanes a las puertas del tribunal aplaudieron el veredicto; muchos expresaron su alegría a la salida de los padres de Saldívar y otros lucieron camisetas denigrando a su hija. Estuvieron presentes más de 200 representantes de medios de comunicación en la corte. El juicio generó un gran interés en Europa (sobre todo en España), Filipinas, América del Sur, Australia y Japón. Tinker anunció una apelación la cual sería denegada por Westergren en 1998 y posteriormente en 1999. Valdez publicó un libro sobre el juicio titulado Justicia para Selena: el estado vs. Yolanda Saldívar en 2004. En diciembre de 2014, Saldívar se representó sin éxito a sí misma en un intento por salir de prisión, afirmando que algunos testigos no fueron llamados durante el juicio y que los expedientes se perdieron.

## Contexto

### Yolanda Saldívar
Saldívar, enfermera a domicilio para pacientes con cáncer terminal, era fan de la música country. Sin embargo, le gustaba particularmente Shelly Lares, artista de música tejana, mientras que Selena le desagradaba por el hecho de que la cantante había ganado numerosos premios para los que Lares estaba nominada. En 1991 su sobrina la persuadió para que la acompañase a un concierto de Selena en su ciudad natal, San Antonio (Texas). Saldívar se volvió una ferviente admiradora de la artista y decidió crear un club de fanes para promover a la intérprete. Para ello se puso en contacto con el padre y mánager de Selena, Abraham Quintanilla Jr.; tras una reunión con él, Yolanda obtuvo permiso para fundar el club, en el cual ejerció el cargo de presidenta. En enero de 1994, Selena abrió dos boutiques en Texas, una en Corpus Christi y otra en San Antonio. Debido a su apretada agenda de trabajo, la cantante no podía hacerse cargo del negocio, por lo que decidió nombrar a Saldívar directora de las boutiques puesto que Abraham la consideraba la candidata ideal dado el éxito que Yolanda había tenido como presidenta del club de fanes durante tres años.
Selena empezó a recibir quejas de los empleados de los establecimientos, de su diseñador Martín Gómez y de su prima Debra Ramírez acerca del manejo de las boutiques por parte de Saldívar. Afirmaban que Yolanda administraba mal los negocios de la artista, manipulaba las decisiones que ellos tomaban, destruía los diseños de Gómez, intimidaba y amenazaba a los trabajadores, y grababa sus conversaciones con ellos sin su consentimiento. No obstante, Selena no creía que Saldívar, quien para entonces era una de sus amigas más cercanas, pudiese perjudicarla. Quintanilla Jr. empezó a recibir quejas cuando los intentos de hacer que Yolanda fuese despedida fracasaron; Abraham trató de convencer a su hija de que Saldívar podría ser una mala influencia, si bien Selena no prestó atención a este comentario debido a la tendencia de su padre a desconfiar de todo el mundo. En enero de 1995, Quintanilla Jr. comenzó a recibir cartas y llamadas de teléfono de fanes disgustados que habían enviado los $22 necesarios para convertirse en miembros del club y que a cambio no habían recibido nada. Abraham llevó a cabo una investigación y descubrió que Saldívar había utilizado cheques falsificados para malversar $60 000 tanto del club como de las boutiques. El 9 de marzo de 1995, la familia Quintanilla se reunió con Yolanda para hablar acerca de la fuga de dinero. Las respuestas de Saldívar a las preguntas de Abraham no resultaron convincentes, amenazándola el padre de Selena con llamar a la policía si no lograba desmentir las acusaciones de desfalco.

### Asesinato de Selena
El 11 de marzo Yolanda adquirió un revólver .38 Special en A Place to Shoot, un local de venta de armas y prácticas de tiro en San Antonio; declaró ante el dependiente que dicha arma era para protegerse de los familiares de un paciente que la habían amenazado. Saldívar convenció a Selena para que acudiese a verla a solas en la habitación de un motel de la cadena Days Inn el 31 de marzo de 1995. Una vez allí, la cantante le exigió la devolución de sus documentos financieros para poder realizar la declaración de impuestos. Yolanda trató de retrasar la entrega de los documentos aduciendo haber sido violada recientemente durante un viaje a México. Selena llevó a Saldívar al Doctors Regional Hospital, donde los médicos no hallaron signos de violación en un examen rutinario. Cuando regresaron al motel, Selena vació el maletín de Yolanda, el cual contenía los documentos financieros de las boutiques y del club de fanes así como la pistola. Saldívar agarró el arma y apuntó a Selena, quien intentó huir; Yolanda le disparó una sola vez en la espalda, seccionando una arteria. Mortalmente herida, la intérprete corrió rumbo al vestíbulo del motel, donde se desplomó junto al mostrador de recepción. Pese a la gravedad de la herida, Selena fue capaz de proporcionar el nombre de su agresora y el número de la habitación donde se había producido el disparo. Pese a los esfuerzos de los empleados del motel por socorrerla, su estado empezó a empeorar con rapidez y finalmente fue declarada muerta a las 13:05 horas (CST) a causa de una masiva pérdida de sangre y de un paro cardíaco.

### Arresto de Saldívar
Tras el disparo, Saldívar subió a su camioneta e intentó huir. Rosario Garza, empleada del motel, vio a Yolanda abandonar su habitación con una toalla envuelta; más tarde se creería que Saldívar tenía intención de acudir a Q-Productions para matar a Quintanilla Jr. y a quienes se encontraban allí esperando a Selena, quien tenía previsto grabar esa mañana. Yolanda fue detenida en el estacionamiento del motel por un oficial de policía, quien sacó su arma y le ordenó bajar del vehículo. Saldívar no opuso resistencia; en vez de descender de la camioneta, retrocedió y estacionó el automóvil junto a dos coches, siendo de inmediato su vehículo bloqueado por un coche de policía. Yolanda agarró el revólver, lo apuntó a su sien derecha y amenazó con suicidarse. Un equipo del SWAT y la Unidad de Negociación de Crisis del FBI se desplazaron a la zona (la musicóloga Himilce Novas diría más tarde que ese evento recordaba al plan de suicidio que O. J. Simpson había tratado de llevar a cabo diez meses atrás).
Larry Young e Isaac Valencia iniciaron las negociaciones con Saldívar; para ello conectaron una línea telefónica a su base de operaciones adyacente a la camioneta de Yolanda. Entretanto los huéspedes del motel recibieron la orden de permanecer en sus habitaciones hasta que la policía pudiese escoltarlos a la salida. Saldívar se rindió tras casi nueve horas y media; para entonces cientos de fanes de Selena se habían reunido en torno al motel, con muchos de ellos llorando a medida que la policía se llevaba a Yolanda de allí. Horas después del asesinato el ayudante del jefe de policía Ken Bung y Quintanilla Jr. celebraron una rueda de prensa en la que informaron de que el posible móvil del crimen era la decisión de Selena de poner fin a su relación laboral con Saldívar, cuyo nombre no había sido proporcionado aún a los medios de comunicación. Rudy Treviño, director de la Texas Talent Music Association y patrocinador de los Tejano Music Awards, declaró que ese 31 de marzo debía ser conocido como «viernes negro».

## Juicio

### Preliminares
El 3 de abril, Saldívar fue acusada y se declaró no culpable del asesinato de Selena. La fianza fue establecida en 100 000 USD, aunque acabaría siendo aumentada a 500 000 USD a petición del abogado Carlos Valdez, quien consideraba que había riesgo de fuga. Cuando se hizo pública la fianza, mucha gente preguntó por qué no se había pedido la pena de muerte. La prisión del condado de Nueces, donde permaneció a la espera de juicio, se vio inundada al poco tiempo con amenazas de muerte e incluso hubo llamados públicos a tomarse la justicia por cuenta propia. Se informó a su vez que algunos miembros de pandillas callejeras en Texas habían llevado a cabo colectas para pagar la fianza de Saldívar y así poder matarla cuando fuera liberada. En la cárcel, Yolanda tuvo que hacer frente a amenazas de muerte por parte de las demás reclusas; la mafia mexicana, dominante en el sistema penal de Texas, puso precio a su cabeza e hizo correr el mensaje de que quien la matase sería considerado un héroe.
Paul Rivera, detective veterano del Departamento de Policía de Corpus Christi, dirigió la investigación. Originalmente se había contratado a otro abogado para defender a Saldívar el cual acabó renunciando el 4 de abril ante el temor de una represalia por parte de la comunidad latina y por la reacción de sus hijos, quienes detestaban a Yolanda. En consecuencia, el juez Mike Westergren empezó a buscar un abogado defensor. El fiscal Carlos Valdez fue designado principal acusador, mientras que Mark Skurka fue nombrado asesor legal de Valdez. El 6 de abril se llamó al gran jurado para determinar si se acusaba o no a Saldívar de asesinato. Tras una hora, el jurado regresó con un acta de acusación la cual fue asignada al azar a la corte 214. Carlos Valdez creía probable que el juicio fuese rápido con Westergren presidiéndolo. Douglas Tinker, un abogado con 30 años de experiencia, fue designado defensor de Yolanda. Douglas era entonces uno de los mejores abogados criminalistas de Texas; según el también abogado Richard Haynes, Tinker valía 50 millones de dólares. No obstante, su esposa, temiendo el rechazo de la comunidad, le pidió no aceptar el caso. Arnold García, exfiscal del distrito, fue elegido como asesor de Tinker, aceptando el juez su solicitud de un investigador privado. La fecha de inicio del juicio fue programada para el 17 de agosto, pero por razones desconocidas fue pospuesta hasta el 9 de octubre. El 18 de mayo, Tinker y Valdez discutieron acerca de la posibilidad de reducir la fianza a 10 000 USD; Douglas argumentó que Saldívar no debía estar en prisión puesto que no había sido hallada culpable y que merecía salir en libertad bajo fianza. Valdez contraatacó aduciendo riesgo de fuga debido a que Yolanda tenía contactos en México y, en caso de salir libre, podría desaparecer. Los padres de Saldívar, sus hermanos y antiguos compañeros de trabajo declararon que Yolanda no tenía dinero suficiente para pagar la fianza y que era incapaz de cometer los hechos que se le imputaban. Valdez llamó al estrado a Rivera, quien informó que Saldívar había establecido varios contactos en el extranjero gracias a su trabajo en las boutiques y en el club de fanes. Rivera también mencionó las acusaciones de desfalco, afirmando que Yolanda pudo haber tenido acceso a fondos que la investigación aún no hubiese descubierto. Westergren denegó la reducción de la fianza, por lo que Saldívar permaneció en la cárcel.
Tras la jornada del 18 de mayo, Westergren decidió trasladar el juicio a Houston. Este cambio estuvo motivado en base a la alta población hispana del condado de Nueces y a la tendencia del público a ver a Selena como un «miembro de la población hispana muy conocido y amado» (en aquel entonces los resisentes en Houston eran en mayor medida de raza blanca). El 4 de agosto, la audiencia comenzó con la presentación de tres mociones por parte de Tinker; el cambio de sede a Houston (ya preaprobado), una moción para suprimir o excluir la confesión escrita de Saldívar, y una moción para suprimir o excluir las confesiones orales de Yolanda al momento de su arresto. Douglas presentó un total de doce testigos: un exjuez del distrito, un exfiscal del distrito, un ex primer ayudante del fiscal del distrito, varios abogados privados y miembros de la prensa. Todos ellos expresaron que Saldívar podría no tener un jurado imparcial debido a la gran cobertura mediática. Una personalidad de la radio hispanohablante informó al juez de que el consenso general entre los hispanos en la zona era que Yolanda era culpable y que sería absuelta debido al «defectuoso» sistema judicial y a la falta de experiencia de Valdez. Westergren aplazó la audiencia mediante un receso y Valdez se apresuró en encontrar testigos que creyeran que se podía seleccionar un jurado imparcial si el juicio se llevase a cabo en Corpus Christi. La audiencia se reanudó el 7 de agosto, presentando Valdez cinco testigos que consideraban factible un juicio justo pese a la cobertura mediática. Al día siguiente, Westergren garantizó el traslado de la sede a Houston.

### Juicio en Houston

#### Primera semana
La elección de los miembros del jurado fue completada el 9 de octubre. El jurado incluía a siete ciudadanos estadounidenses de raza blanca, cuatro hispanos y un afroamericano. Westergren ordenó que el juicio no fuese televisado ni grabado y limitó el número de reporteros presentes en la corte con el fin de evitar que se repitiese el «circo de Simpson». El proceso empezó el 11 de octubre; en su declaración de apertura, Valdez afirmó que Saldívar «mató deliberadamente a Selena», calificando el acto de «sin sentido y cobarde» debido a que la cantante había recibido el disparo en la espalda (Valdez también describió el incidente como un «simple caso de asesinato»). Tinker inició su declaración como si estuviese «describiendo una película de misterio», calificando a Quintanilla Jr. de «padre controlador y dominante, sediento de poder y dinero», sirviendo la temprana retirada de Selena de la escuela para cantar en clubs nocturnos y bares como una acción con «el solo propósito de hacer dinero». Así mismo, afirmó que Abraham había violado la privacidad de su familia al forzarlos a todos a vivir juntos de modo que pudiese observar cada uno de sus movimientos. Douglas aseguró que Selena deseaba independizarse y «romper el control de su padre» dirigiendo su propio negocio. De acuerdo con Douglas, después de que Saldívar apretase el gatillo, «corrió tras su amiga para ayudarla», declarando además que Quintanilla Jr. había descrito a Yolanda como una «lesbiana obsesionada» con su hija. Tinker finalizó su declaración de apertura mencionando que Abraham llevó a Saldívar «cerca de la locura» al amenazarla con destruir su amistad con Selena. El primer testigo de la acusación fue Quintanilla Jr. Valdez le preguntó si había violado o mantenido relaciones sexuales con Yolanda, a lo que contestó que no. Así mismo le preguntó si alguna vez se había referido a Saldívar como una «lesbiana», a lo que igualmente respondió que no. Valdez le cuestionó entonces por el supuesto robo de dinero, declarando Abraham al tribunal que Yolanda era una ladrona. Valdez llamó después al estrado a Chris Pérez, quien testificó que tanto Selena como él habían dejado de confiar en Saldívar mucho antes de que se cometiese el crimen. Kyle Voss y Mike McDonald, de A Place to Shoot, declararon haber instruido a Yolanda en el manejo de armas e informaron que Saldívar devolvió el revólver solo dos días después de haberlo adquirido por primera vez alegando que su padre le había regalado una pistola. Sin embargo, once días después volvió a la tienda y compró la misma arma.
El 12 de octubre, Valdez llamó al estrado a Trinidad Espinoza, empleado del motel donde tuvo lugar el asesinato. Espinoza testificó haber visto a Yolanda empuñar un revólver mientras corría detrás de Selena; acto seguido se detuvo, bajó el arma y regresó caminando a su habitación sin mostrar ninguna emoción. Tras escuchar este testimonio, Marcella Quintanilla (madre de Selena) empezó a sentir dolor en el pecho y en los brazos, por lo que tuvo que ser hospitalizada para tratar una repentina subida de la presión sanguínea. La camarera del motel María Norma Martínez relató lo mismo que Espinoza, pero añadió que Saldívar había llamado «perra» a Selena. Tinker pidió a Martínez que indicase en qué punto se encontraba en un diagrama de la escena del crimen, ya que pensaba que Norma no podía haber visto ni oído nada puesto que se hallaba a una distancia considerable del lugar de los hechos. El personal de la sala de emergencias que atendió a Yolanda cuando la cantante la llevó al hospital la mañana del crimen para un chequeo debido a que Saldívar afirmaba haber sido violada, declaró que Yolanda mintió a Selena sobre la agresión sexual puesto que había inconsistencias entre la historia que les contó a ellos y la que le había relatado a la intérprete. Tinker pidió a una de las enfermeras que la atendió que describiese el estado de ánimo de Saldívar en ese entonces; esta persona testificó que Yolanda mostraba síntomas de depresión. Douglas preguntó si esos síntomas eran típicos en una víctima de violación, a lo que la enfermera respondió afirmativamente. Otra enfermera que atendió a Saldívar declaró que la mujer tenía marcas en el cuello y en los brazos las cuales no se correspondían con las marcas que debería haber dejado un bate de béisbol (Yolanda había manifestado que sus agresores la golpearon con un bate).
Valdez mostró al jurado la ropa que Saldívar llevaba cuando fue supuestamente violada, afirmando que alguien había hecho agujeros y cortes en la camiseta con unas tijeras de manera intencionada. El 13 de octubre, Rosalinda González, subdirectora del motel, fue llamada a testificar. González declaró al jurado que cuando Selena llegó malherida al vestíbulo preguntó a la cantante quién le había disparado; según su testimonio, la intérprete gritó «¡la chica de la habitación 158!». Rubén de León, director de ventas del motel, afirmó que Selena le dijo «¡Yolanda, Yolanda Saldívar me disparó! ¡La de la habitación 158!». La recepcionista Shawna Vela testificó haber escuchado esas mismas palabras pero añadió que la cantante, antes de caer al suelo, gritó «¡cierren la puerta, me va a disparar otra vez!». Vela manifestó al jurado que había tal cantidad de sangre que sintió náuseas antes de llamar al 911. La última persona en ser llamada al estrado fue el paramédico Richard Fredrickson, quien describió con detalle la condición de Selena así como la presencia de un misterioso anillo en su mano derecha. La familia Quintanilla se encontraba sollozando al tiempo que Fredrickson relataba sus intentos por salvar la vida de la cantante, mientras que Saldívar solo «miraba fijamente».

#### Segunda semana
El juicio se reanudó el 16 de octubre con la grabación de las negociaciones entre la Unidad de Negociación de Crisis del FBI y Saldívar. La grabación empezó con Yolanda afirmando que quería morir. Durante la conversación, el jurado escuchó a Larry Young tratar de persuadir a Saldívar de bajar el arma, a lo que la mujer respondió que no podía hacerlo. Young le dijo que suicidarse sólo causaría daño a sus padres; Saldívar pidió entonces ponerse en contacto con su madre para despedirse y pedirle que la perdonase. Siguió diciendo que quería morir a medida que Young empezaba a hablarle de religión para comprobar si tenía fe y eso podía hacerla recapacitar. Young informó a Yolanda que si se rendía le colocaría encima una chaqueta para que nadie pudiese tomarle una fotografía del rostro mientras se entregaba. Isaac Valencia le prometió así mismo que, si se disponía a entregarse, apagaría todas las luces que enfocaban a su camioneta, a lo que Saldívar se mostró conforme. Tras descender del vehículo, Yolanda se asustó por las docenas de polícías y agentes del FBI armados que la estaban apuntando con sus rifles, por lo que volvió a la camioneta, apuntó el arma nuevamente a su cabeza, y gritó: «¡Llevan armas! ¡Llevan armas! ¡Me van a matar! ¡Me van a matar!». La periodista María Celeste Arrarás escribió en su libro que le pareció «curioso» que una persona que durante horas había gritado que quería morir tuviese «miedo de que alguien pudiera hacer realidad su deseo». The New York Times publicó a su vez que Saldívar «alternativamente suplicaba ser asesinada y expresaba temor de que fuese asesinada si dejaba la camioneta».
A medida que la grabación continuaba, el jurado escuchó la reacción de Yolanda a la noticia de la muerte de Selena, captada por su teléfono gracias a la señal de una estación de radio local. Enfadada, Saldívar preguntó a Young por qué le había ocultado la gravedad de la herida de la cantante ya que deseaba ir a verla al hospital creyendo que aún seguía con vida. Young le pidió que no creyese el anuncio de la radio y le informó de que desconocía el estado de salud de Selena. El rumbo de la conversación cambió y Saldívar empezó a culpar a Quintanilla Jr. por la muerte de la intérprete, declarando que este había amenazado con matarla; explicó a Young que había comprado la pistola para protegerse después de que las ruedas de su coche hubiesen sido pinchadas deliberadamente. También informó cómo Abraham la había agredido sexualmente «clavándole un cuchillo» en la vagina y amenazándola con matarla si acudía a la policía. Al ser preguntada acerca de lo sucedido en la habitación del motel, Saldívar replicó: «Compré esta arma para matarme a mí misma, no a ella, y me dijo, "Yolanda, no quiero que te mates". Y estábamos hablando de eso cuando la saqué y la apunté a mi cabeza, y cuando la apunté a mi cabeza, ella abrió la puerta. Yo dije "Selena, cierra esa puerta", y cuando lo hice esa pistola se disparó». La acusación contó entonces al jurado que los comentarios de varios oficiales habían sembrado en Saldívar la idea de que el disparo había sido accidental. La defensa respondió afirmando que pese a no haber empleado la palabra «accidente», la intención de Yolanda no había sido herir a Selena. John Houston, oficial de policía presente durante las negociaciones, fue cuestionado acerca de cuántas veces se había disparado la pistola de Saldívar mientras esta la tenía apuntando a su cabeza las casi nueve horas y media que duró el episodio, a lo que Houston respondió «ninguna».
El juicio se reanudó el 18 de octubre. Robert Garza, ranger de Texas, declaró al jurado que durante las audiencias preliminares en Corpus Christi fue testigo de cómo Saldívar hacía gestos indicando que el disparo había sido accidental pese a no haber señalado este hecho en su confesión. La defensa llamó a Rivera al estrado y explicó al jurado que el agente tuvo un conflicto de intereses tras descubrirse que tenía un póster de Selena y que Quintanilla Jr. le había entregado una camiseta de la cantante. Tinker explicó a su vez que la confesión había sido firmada por una Saldívar exhausta y privada de sueño tras once horas de interrogatorio sin habérsele permitido beber, comer o ir al baño. Douglas preguntó a Rivera por qué había destruido sus notas, por qué no había grabado su interrogatorio a Yolanda, por qué no se le había proporcionado un abogado tal y como exige la ley, y por qué no se le había permitido ver a sus familiares tras firmar su confesión. Pocos días después, la mafia mexicana envió a Tinker una postal firmada informándole de su intención de hacerle daño a él y a su familia por defender a Saldívar. El 19 de octubre, la defensa llamó a dos cirujanos que trataron de revivir a Selena en el hospital. La defensa preguntó a Quintanilla Jr. por qué en base a sus creencias religiosas se negó a que se le realizase una transfusión a su hija cuando por ley era su esposo Chris Pérez quien tenía la última palabra sobre dicho procedimiento. Las fotografías de la autopsia fueron mostradas para que todos los presentes pudiesen verlas; uno de los miembros del jurado de raza blanca se vio profundamente afectado por las imágenes y fue visto «estallando en lágrimas» mientras el forense Lloyd White describía con detalle sus hallazgos. De acuerdo con Arrarás, Saldívar permaneció «impasible» y con la cabeza agachada mientras las fotografías eran mostradas. Tras confirmarse que Selena no estaba embarazada, contradiciendo los rumores de la prensa, White anunció su conclusión: «Esto fue un homicidio, no un accidente». La acusación llamó al estrado a un experto en armas de fuego el cual declaró que la pistola funcionaba y que la persona que apretó el gatillo tuvo que ejercer una «gran cantidad de presión». Valdez mostró imágenes de la habitación del motel donde Selena había recibido el disparo y afirmó que «era imposible para [Saldívar] no saber que su amiga había sido herida» y que eso «significaba que no había acudido a ayudar [a Selena] porque eligió no hacerlo».
Los argumentos de la defensa empezaron el 20 de octubre con Barbra Schultz, directora general del motel. Tinker le preguntó si Selena les había pedido a gritos que cerrasen las puertas. Schultz replicó que la cantante nunca les pidió que cerrasen las puertas y que solo gemía tirada en el suelo. Barbra afirmó que Vela no era de fiar y declaró que todos los empleados empezaron a formarse distintas opiniones sobre lo ocurrido el 31 de marzo cuando la acusación los llamó a testificar. Por su parte, la camarera del motel Gloria Magaña dudó de la validez de los testimonios de Espinoza y Martínez; informó al jurado de que era imposible que ambos hubiesen podido ver a Saldívar persiguiendo a Selena debido a que sus lugares de trabajo estaban en el otro extremo de las instalaciones del motel. Magaña sostuvo haber visto a la intérprete correr a través del estacionamiento, aunque no vio a Yolanda persiguiéndola. Tinker llamó a declarar a Marilyn Greer, profesora de séptimo grado de Selena. Greer contó al jurado que la cantante había logrado graduarse con honores y que fácilmente habría podido obtener un título universitario. Marilyn habló también de cómo Quintanilla Jr. había echado por tierra la posibilidad de Selena de ir a la universidad, desperdiciando su juventud al obligarla a cantar en clubs nocturnos y bares a cambio de dinero, algo insano para una niña de trece años.

#### Tercera semana
El 23 de octubre, la defensa presentó sus alegatos finales, declarando que el disparo fue accidental y que Rivera no estaba «interesado en buscar justicia». La defensa también argumentó que Paul supo horas antes que el caso Saldívar era «un gran caso» y que «quería ser el que la capturase». Tinker declaró también que Selena seguía refiriéndose a Yolanda como su «más querida amiga», señalando que la cantante la había llevado al hospital pese a que ese día tenía programada la grabación de una canción. La defensa recordó al jurado que un empleado había demostrado que el revólver podía «dispararse» con «solo el dedo meñique», reprochando a la acusación el haber manipulado las emociones del jurado al exhibir las imágenes de Selena en la morgue así como las instantáneas del rastro de sangre que la cantante dejó desde la habitación hasta el vestíbulo. El alegato final concluyó con la defensa pidiendo al jurado no ponerse del lado de un «padre rabioso».
Durante los alegatos finales de la acusación, Skurka informó al jurado que Selena «había sido reducida a una mera fotografía gracias a las acciones del 31 de marzo de la defendida». Mark preguntó al jurado por qué Saldívar, como enfermera, no administró primeros auxilios ni llamó al 911 tras el supuesto disparo accidental. Skurka proporcionó a continuación detalles de las tres versiones que Yolanda dio para explicar la compra del arma así como las diferentes historias sobre su presunta violación. La acusación señaló que si Saldívar hubiese querido suicidarse hubiera tenido tiempo más que suficiente para hacerlo. Valdez dispuso de un calendario de marzo de 1995 e indicó cronológicamente los eventos previos al asesinato de Selena; de acuerdo con Carlos, Yolanda odiaba a Quintanilla Jr. y quiso vengarse de él matando a su hija, la persona a la que «más amaba».

## Veredicto y reacciones
El crimen de Saldívar estaba penado con 99 años de prisión y 10 000 USD de multa. Yolanda había permanecido encerrada en la prisión del condado de Nueces bajo vigilancia permanente ante el temor de que se suicidase. Tras los alegatos finales, el jurado deliberó durante dos horas y 23 minutos. Mientras el público aguardaba el veredicto, la acusación y el equipo de la defensa firmaron autógrafos a los medios de comunicación al igual que Saldívar y su familia, mientras que Quintanilla Jr. permaneció en su asiento a la espera del fallo. El jurado encontró a Yolanda culpable de asesinato en primer grado y Saldívar recibió la pena máxima de cadena perpetua sin posibilidad de libertad condicional hasta pasados 30 años.
Antes de la lectura del veredicto, el padre de Selena y algunas personas entre la multitud se mostraron escépticos puesto que O. J. Simpson había sido absuelto de un doble asesinato solo unas semanas antes pese a las pruebas que había en su contra. Saldívar informó por su parte a la defensa que quería suicidarse tras la lectura del veredicto. La población hispana aplaudió a medida que Westergren pronunciaba el fallo y la sentencia. Se planearon festivales y celebraciones a lo largo de Texas y California así como en algunas áreas de México. Los fanes a las puertas del tribunal empezaron a reproducir música de Selena y aplaudieron durante horas; algunos incluso vitorearon la decisión del jurado frente a Saldívar mientras la policía la conducía a prisión (otros fanes rezaron y lloraron porque se hubiese hecho justicia). El tráfico en Texas se detuvo cuando la gente salió a las calles y a las carreteras para vitorear el veredicto. Los padres de Yolanda fueron saludados por fanes llevando camisetas que degradaban a su hija así como por admiradores de Selena que les gritaron «¡ahora matemos a la asesina!» y «¡cuelguen a la bruja!» (el fallo del jurado fue portada de docenas de periódicos a lo largo de Estados Unidos).

## Cobertura mediática y hechos posteriores

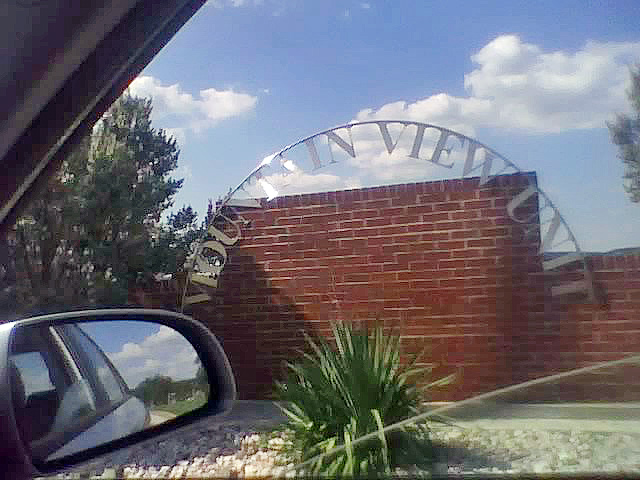
Mountain View Unit, donde Saldívar cumple su condena.

Arrarás se refirió al caso como el «juicio de O. J. Simpson para los hispanos». Fue el proceso judicial más visto durante años en el estado de Texas; The Brownsville Herald lo calificó como el «mayor evento mediático de los juzgados en Houston» (de acuerdo con Texas Monthly, hubo más de 200 representantes de medios estacionados en el palacio de justicia). Univision y Telemundo dedicaron aproximadamente 90 minutos diarios a dar cobertura al caso, siendo Arrarás calificada como la «estrella mediática indiscutible del juicio» por su amplia información sobre el proceso y por su programa Primer Impacto, el cual contó con la participación del exjuez estatal del distrito Jorge Rangel. Durante la reproducción de la conversación entre Young y Saldívar en el juicio, se pudo escuchar a Yolanda preguntar «¿dónse está Larry?», frase que fue impresa en camisetas que después se vendieron al público. El Chicago Tribune hizo mención a la diferencia acerca del interés del caso por parte de los hispanos y los estadounidenses de raza blanca. Donna Dickerson, estadounidense de raza blanca y editora de una revista, declaró al Chicago Tribune no tener interés en el caso debido al «trasfondo latino» de Selena, afirmando además que los mexicano-estadounidenses no habían mostrado el mismo entusiasmo cuando Elvis Presley fue hallado sin vida. El crimen fue denominado el «juicio del siglo» y el más importante para la población latina, generando a su vez gran interés en Europa, América del Sur, Australia y Japón.
Tinker anunció una apelación antes de firmar autógrafos a la multitud. El 22 de diciembre, el Houston Chronicle reportó que los abogados de Saldívar estaban buscando un nuevo juicio alegando el fallo de la acusación a la hora de notificar que un testigo clave había sido condenado en una ocasión por hurto. La empleada María Norma Martínez fue considerada como la única testigo del disparo; afirmaba además haber oído a Yolanda llamar «perra» a Selena. La acusación hizo uso de este hecho para desacreditar la afirmación de la defensa de que el disparo había sido accidental. Westergren denegó la solicitud y calificó la acción de la acusación de «algo problemática», si bien dispuso que fuese un tribunal de apelaciones el que decidiese sobre la celebración de un nuevo juicio. Se presentaron dos solicitudes de apelación que fueron denegadas el 3 de octubre de 1998 y el 19 de agosto de 1999 respectivamente. El 22 de noviembre de 1995, Saldívar fue trasladada a la Christina Crain Unit en Gatesville, Texas. Yolanda cumple condena actualmente en la Mountain View Unit, prisión operada por el Departamento de Justicia Criminal de Texas. Podrá optar a la libertad condicional el 30 de marzo de 2025. A causa de múltiples amenazas de muerte por parte de fanes de Selena encarcelados, Saldívar permanece en aislamiento y pasa 23 horas al día sola en su celda, de 2,7 por 1,8 metros. Yolanda solicitó en una ocasión a la Corte de Apelaciones de Texas que aceptase una petición que impugnaba su condena; Saldívar sostiene que la petición fue presentada en 2000 ante el tribunal del distrito 214, pero que nunca fue enviada a un tribunal superior. Su solicitud fue recibida el 31 de marzo de 2008, día del 13.º aniversario del crimen.
Tinker y García declararon al editor del Texas Monthly que perder el juicio redujo sus posibilidades de ser tiroteados por un fan. Los hispanos en Texas experimentaron un mayor nivel de confianza en el sistema judicial tras la lectura del veredicto; la Liga de ciudadanos latinoamericanos unidos inició una campaña para alentar a la población hispana a responder a solicitudes para ser jurado. E! dramatizó el juicio como parte de un episodio de E! True Hollywood Story en diciembre de 1996 (la revista People lo describió como «demasiado barato para tener un impacto dramático», aunque encontró al actor que interpretó a Tinker «interesante»). En virtud de una orden judicial, la pistola empleada para matar a Selena fue destruida en 2002 y los fragmentos arrojados a la bahía de Corpus Christi. Los fanes y grupos históricos mostraron su oposición a dicha decisión alegando la importancia del evento y afirmando que el arma debía ser expuesta en un museo. En 1997, Arrarás publicó un libro, El secreto de Selena, el cual incluye entrevistas con Saldívar acerca de la vida privada de la cantante y de su muerte. El libro recibió críticas negativas por parte de fanes de la cantante así como de Quintanilla Jr., quien declaró que María Celeste simpatizaba con Yolanda. Valdez también publicó un libro sobre el juicio, Justicia para Selena: el estado vs. Yolanda Saldivar, en 2004.
En diciembre de 2014, el San Antonio Express-News informó que Saldívar estaba «armando un nuevo esfuerzo legal para conseguir una liberación anticipada de prisión, tras numerosas apelaciones en su caso». La noticia de una posible salida de Yolanda de la cárcel por parte de una falsa agencia de noticias, la cual reportó que Saldívar podía ser puesta en libertad el 1 de enero de 2015, provocó agitación en las redes sociales por parte de los fanes de Selena. Valdez informó al San Antonio Express-News que Yolanda se representaba a sí misma y que no se había establecido ninguna fecha para una audiencia. Saldívar sostiene que hubo testigos que no fueron llamados a declarar y que los expedientes se perdieron desde el fin del juicio. Al respecto, Quintanilla Jr. declaró que no le «importa» si Yolanda sale antes de prisión ya que «nada [le] va a devolver a [su] hija». También manifestó que Saldívar está más segura en la cárcel que en la calle.